# Église Saint-Jacques-du-Cher de Chambon
L'église Saint-Jacques-du-Cher de Chambon est une église située à Chambon, dans le département français de la Charente-Maritime en région Nouvelle-Aquitaine.

## Historique
L'église est inscrite au titre des monuments historiques par arrêté du 28 octobre 1996. Selon cette notice, la parcelle juxtaposant l'église, peut receler des vestiges archéologiques.
L'édifice roman du XIIe siècle est en partie détruite pendant la Guerre de Cent Ans. 
La façade ouest est percée d'une porte avec archivolte romane à pointes de diamant.

## Galerie

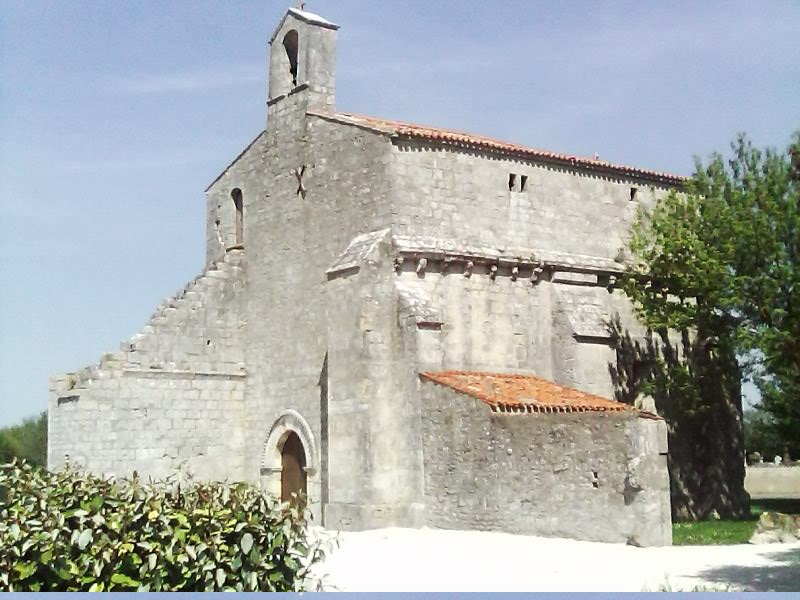
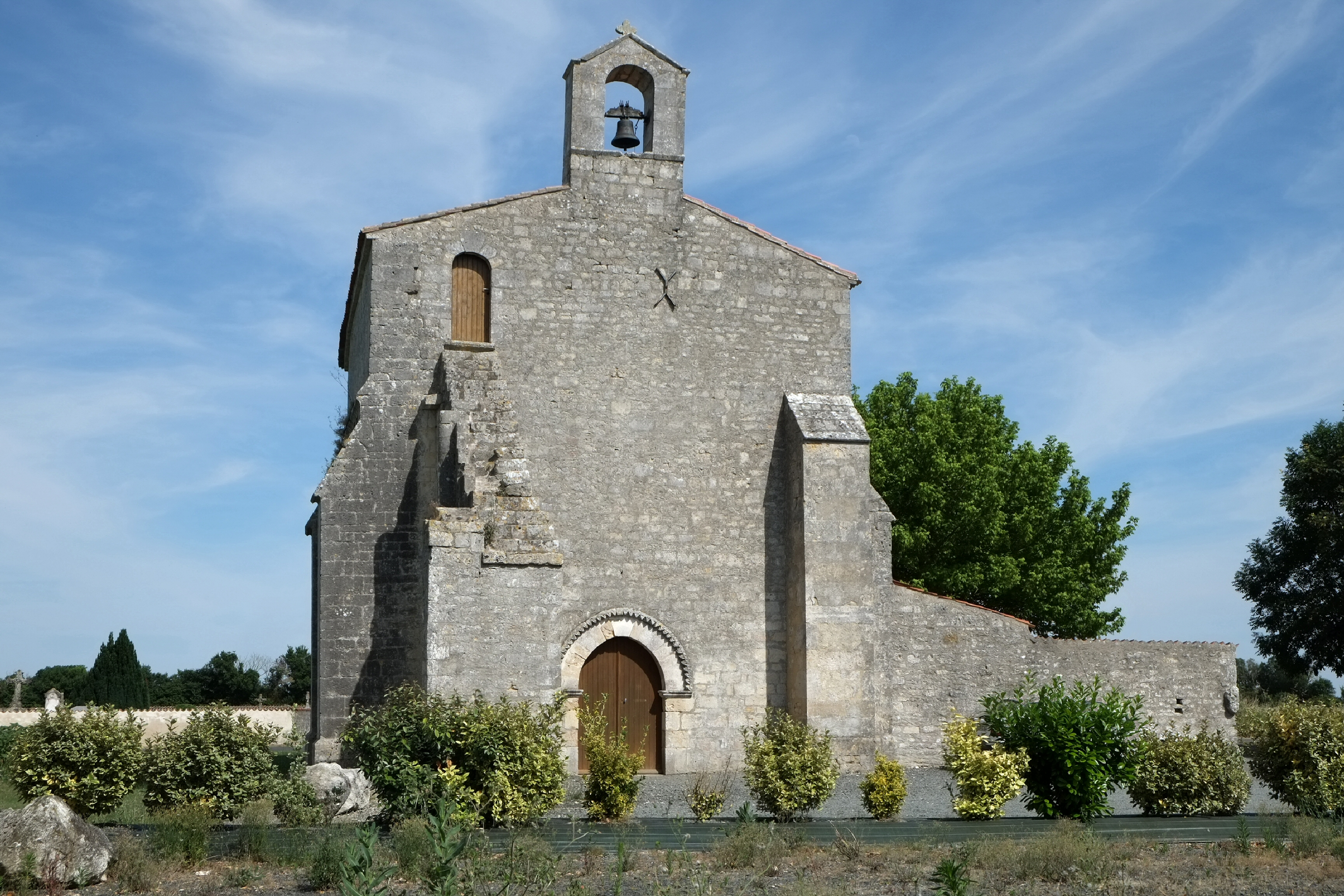